# Pontia dubernardi
Pontia dubernardi is een vlindersoort uit de familie van de Pieridae (witjes), onderfamilie Pierinae.
Pontia dubernardi werd in 1884 beschreven door Oberthür.